# Zimmern, Saale-Holzland
Zimmern là một đô thị thuộc huyện Saale-Holzland, trong bang Thüringen, Đức. Đô thị Zimmern, Saale-Holzland có diện tích 5,91 km².